# Girincs
Girincs község Borsod-Abaúj-Zemplén vármegyében, a Tiszaújvárosi járásban.

## Fekvése
Miskolctól kb. 20 kilométerre délkeletre található, a Sajó mentén; teljes belterülete és közigazgatási területének túlnyomó része is a folyó bal parti oldalán helyezkedik el, de egy kisebb területrésze átnyúlik a túlpartra is.
Kiterjedt külterületei révén észak felől Sajóhídvéggel és Tiszalúccal, északkelet felől Kesznyétennel, dél felől pedig a Sajó túlsó partján fekvő Sajóörössel, Sajószögeddel és Nagycséccsel is határos; valójában azonban csak két igazi szomszédja van: kelet felől Kiscsécs, északnyugat felől pedig Köröm.
Közúti megközelítése is e két utóbbi település valamelyikének érintésével lehetséges, a 3607-es úton (bár északi határszélet egy-egy rövid szakaszon érinti a 3611-es és a 3613-as út is). Sajószögeddel kompjárat köti össze.

## Története

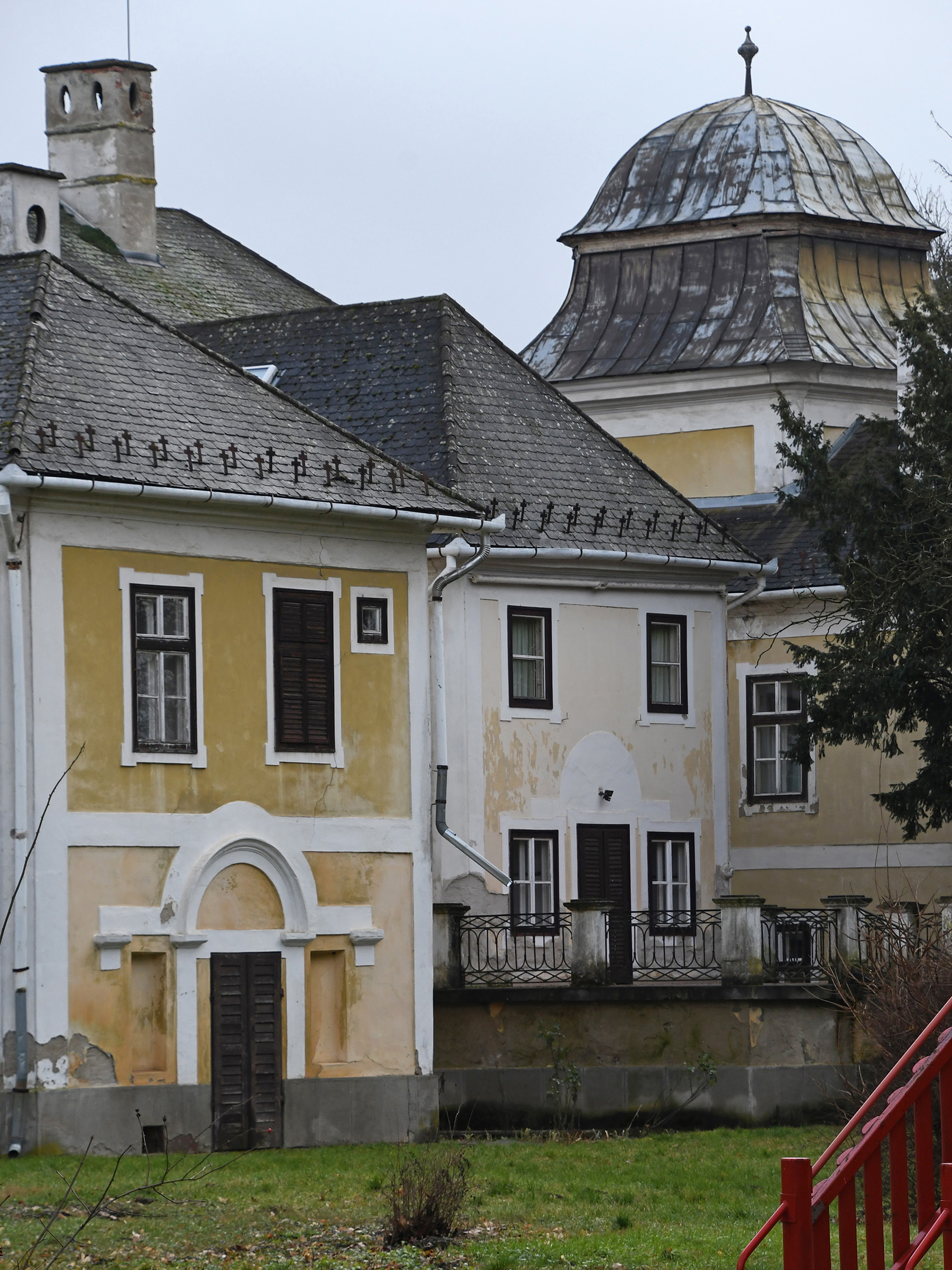
A Dőry-kastély részlete

Az első itt álló település a tatárjárás idején elpusztult, az 1330-as években említik először az újra benépesült települést.
1453-ban Gerencs néven említették az oklevelek, ekkor Ladamóczi Miklós, Kaponya László és Nagymihályi Eödön Veronikát írták birtokosának.
1598 évi összeíráskor hódolt község volt, birtokosai ekkor Gerencsy László, György deák, Farmosy Illés, Eördög Péter, Bogácsy Mátyás és Barna Farkas özvegye voltak.
A 16. század végén és a 17. század elején a töröktől elpusztított helyek között szerepelt.
A Girincsyek után leányágon a Beke családé lett, majd a Nikházyaké, később a Dőry grófoké lett, akik itt 1730-ban várkastélyt is építtettek, és a Sajón hidat is verettek, melyet később lebontottak.
A 18. században a falu nagy részét a Sajó folyó miatt új helyre kellett telepíteni.
A Dőryek után az Almási családé lett, majd az 1800-as évek közepén gróf Bombelles Lajos, a 20. század elején pedig Hammersberg Miklósné Wagner Valéria és Tüköry Jenőné Wagner Emma örököseinek birtoka volt.
A török időkben ismét elpusztult, és a 18. században népesült be újra. Innentől a környező települések közigazgatási, gazdasági és egyházi központja volt.
A 20. század elején Girincs Zemplén vármegye Szerencsi járásához tartozott.
Az 1910-es népszámláláskor a településnek 917 lakosa volt, valamennyien magyarok. Ebből 788 római katolikus, 58 görögkatolikus, 48 református volt.

## Közélete

### Polgármesterei
- 1990–1994: Baráth László (független)[3]
- 1994–1998: Baráth László (független)[4]
- 1998–2002: Baráth László (független)[5]
- 2002–2006: Baráth László (független)[6]
- 2006–2010: Baráth László (független)[7]
- 2010–2014: Baráth László (független)[8]
- 2014–2019: Baráth László (független)[9]
- 2019–2024: Baráth László (független)[10]
- 2024– : Horváth Kálmán (Romajó Független Demokratikus Szövetség)[1]

## Népesség
A település népességének változása:
| Lakosok száma | 899  | 873  | 886  | 889  | 899  | 891  | 880  |
|               | 2013 | 2014 | 2015 | 2021 | 2022 | 2023 | 2024 |

2001-ben a település lakosságának 96%-a magyar, 4%-a cigány nemzetiségűnek vallotta magát.
A 2011-es népszámlálás során a lakosok 91,6%-a magyarnak, 33,4% cigánynak mondta magát (8,2% nem válaszolt; a kettős identitások miatt a végösszeg nagyobb lehet 100%-nál). A vallási megoszlás a következő volt: római katolikus 54,3%, református 9,8%, görögkatolikus 1,4%, evangélikus 0,2%, felekezeten kívüli 8,7% (25% nem válaszolt).
2022-ben a lakosság 90,2%-a vallotta magát magyarnak, 11,9% cigánynak, 0,2% németnek, 0,1% bolgárnak, 0,1% románnak, 0,7% egyéb, nem hazai nemzetiségűnek (9,8% nem nyilatkozott; a kettős identitások miatt a végösszeg nagyobb lehet 100%-nál). Vallásuk szerint 32,9% volt római katolikus, 3,4% református, 1,3% görög katolikus, 0,4% egyéb keresztény, 8,6% felekezeten kívüli (52,6% nem válaszolt).

## Látnivalók
- Dőry-kastély
- Római katolikus temploma 1730-ban épült.
- Tájház[14]

## Környező települések
Kesznyéten (5 km), Kiscsécs, Köröm, a legközelebbi város: Tiszaújváros (kb. 10 km).